# The M Machine
The M Machine est un duo de musique électronique fondé en 2011 par Ben Swardlick, Eric Luttrell et Andy Coenen à San Francisco.

## Histoire
The M Machine connaît en 2011 un certain succès avec deux morceaux, Promise Me A Rose Garden et Glow, qui sortent sur le label OWSLA créé par Sonny « Skrillex » Moore. Après qu'il a choisi de publier son premier album sous la forme de deux EP, c'est en avril 2012 que le groupe présente son premier disque, Metropolis Pt. 1, diffusé un jour avant sa sortie par le magazine Rolling Stone sur son site web. Le deuxième EP sort quant à lui en février 2013. Metropolis dans son ensemble est un album-concept s'inspirant de Metroplis de Fritz Lang (1927) et évoquant la ville dans un avenir dystopique.
En 2012, le groupe a participé à plusieurs festivals, notamment South by Southwest et le Meltdown Festival Dallas. L'une des particularités de ses concerts consiste en l'utilisation d'un grand panneau « M », conçu par Andy Coenen, dont les lampes à LED s'illuminent en synchronisation avec la musique.

## Discographie

### Singles
- Promise Me A Rose Garden/Glow (2011)
- Trafalgar (2011)
- No Fun Intended (2012)
- Superflat (2014)